# Time for the Moon Night
Time for the Moon Night è il sesto EP del girl group sudcoreano GFriend, pubblicato nel 2018.

## Tracce
1. Intro (Daytime) – 1:00
2. Time for the Moon Night (밤?, BamLR, lit. Night) – 3:46
3. Love Bug – 3:42
4. Flower Garden (휘리휘리?, HwirihwiriLR, lit. Whirl) – 3:15
5. Tik Tik (틱틱?) – 2:59
6. Bye – 4:54
7. You Are My Star (별?, ByeolLR, lit. Star) – 3:15
8. Time for the Moon Night (Instrumental) – 3:47

## Classifiche

### Classifiche settimanali
| Classifica (2018) | Posizione massima |
| ----------------- | ----------------- |
| Corea del Sud     | 1                 |

### Classifiche di fine anno
| Classifica (2018) | Posizione |
| ----------------- | --------- |
| Corea del Sud     | 55        |